# Tillman Leu
Tillman Leu (* 30. Juli 2001 in Schwerin) ist ein deutscher Handballspieler. Seit der Saison 2025/26 steht er beim ThSV Eisenach in der 1. Handball-Bundesliga unter Vertrag.

## Leben
Tillman Leu stammt ursprünglich aus Schwerin, Mecklenburg-Vorpommern. Dort besuchte er seit der 5. Klasse das Sportgymnasium Schwerin, wo sich Handball und Schule vereinen ließen. 2021 machte er dann sein Abitur und fing im Oktober 2022 ein Lehramtsstudium in den Fächern Biologie und Sport in Leipzig an.
Seine sportliche Laufbahn begann Leu zunächst beim Fußball, gemeinsam mit seinem sieben Jahre älteren Bruder Henning Leu (Abwehrspieler beim FC Mecklenburg Schwerin). Durch einen Bekannten seines Vaters, der als Handballtrainer tätig war, fand Leu schließlich zum Handball.
Mit dem Beginn der fünften Klasse wechselte Leu auf das Sportgymnasium Schwerin und der Handball rückte zunehmend in den Mittelpunkt. Seit 2008 gehörte Leu zum Traditionsverein der Mecklenburger Stiere Schwerin und durchlief dort alle Jugendmannschaften. Im Jahr 2018 schaffte Leu im Alter von 17 Jahren den Sprung aus der A-Jugend in die 1. Männermannschaft der Mecklenburger Stiere Schwerin. Er gab sein Debüt in der 3. Liga und erhielt einen Vertrag bis 2020.
2021 führte es Leu dann zum Dessau-Roßlauer HV nach Dessau. In der Saison 2022/23 verpasste der Verein nur knapp den Bundesligaaufstieg und erreichte den dritten Tabellenplatz – eines der erfolgreichsten Jahre in der Vereinsgeschichte. Zur Saison 2025/26 wechselte Leu zum ThSV Eisenach.

## Saisonbilanz
| Saison             | Verein             | Spielklasse | Spiele | Tore | 2-Minuten-Strafen | Gelbe Karten | Rote Karten |
| ------------------ | ------------------ | ----------- | ------ | ---- | ----------------- | ------------ | ----------- |
| 2021/22            | Dessau-Roßlauer HV | 2. HBL      | 035    | 034  | 15                | 04           | 02          |
| 2022/23            | Dessau-Roßlauer HV | 2. HBL      | 029    | 052  | 35                | 02           | 03          |
| 2023/24            | Dessau-Roßlauer HV | 2. HBL      | 013    | 025  | 13                | 01           | 01          |
| 2024/25            | Dessau-Roßlauer HV | 2. HBL      | 033    | 0107 | 31                | 03           | 04          |
| Gesamte Bundesliga | Verein             | Spielklasse | Spiele | Tore | 2-Minuten-Strafen | Gelbe Karten | Rote Karten |
| 2021–2025          | Dessau-Roßlauer HV | 2. HBL      | 0110   | 221  | 100               | 10           | 10          |